# Damián Fonseca
Damián Fonseca (1573-1627) fue un escritor y publicista portugués, autor de diversas obras de polémica religiosa y política. 

## Biografía
Comenzó su carrera trabajando como amanuense al servicio del poeta fray Luis de Granada. Ingresó en la Orden Dominicana en el Convento de Valencia en 1588, donde ocupó altos cargos y desempeñó comisiones de importancia diplomática en Roma, Polonia, Prusia y Rusia. Al servicio de la monarquía española, y sirviéndose en parte de los datos que le proporcionó su compañero de hábito el Padre Jaime Bleda, se trasladó a Roma en septiembre de 1609 y escribió un libro titulado Justa Expulsión de los moriscos de España, traducido al italiano por Cosimo Gaci con el título Del Giusto scaciamiento de' Moreschi da Spagna y publicado en Roma en 1611, antes que el original español, que lo fue en 1612. Ello no es sorprendente, dice el historiador Benito Sánchez Alonso, porque la difusión de la obra en otra lengua contribuía mucho a justificar ante los extranjeros lo que Fonseca consideraba la "determinación mas santa y prudente que nunca tuvo rey cristiano".
Fonseca, a quien su hermano de hábito, el padre Bleda dedica un mordaz y agresivo capítulo en su Coronica de los Moros de España, acusándole de 'infidente, plagiario e ignorante' en materia de moriscos, dispuso sin embargo de abundantes materiales y escribió un libro claro y metódico, ayudándole para su información su amigo y compañero el Padre Luis Istella, Maestro del Sacro Palacio Apostólico, según indica Pérez Bustamante.
Damián Fonseca fue reclutado en Lisboa por Fray Luis de Granada que le hizo su amanuense. En su viaje a Nápoles hizo amistad con el virrey Francisco de Castro, duque de Taurisano, embajador español en Roma de 1609 a 1616 y sobrino del valido Lerma, con el que se desplazó a Roma, contactando con el cardenal Borghese, futuro papa Paulo V.
Diogo Barbosa Machado en su monumental obra Biblioteca Christiana dice que este religioso dominico, estando en Roma al objeto de defender y razonar la expulsión de los moriscos, que muchos atribuían en Italia a bastardas intenciones, hizo en un mes la Justa apología de la expulsión. La razón de su estancia en Roma parece ser la ascensión al solio pontificio de Borghese como Paulo V.
Su obra se enmarca en un conjunto de escritos apologéticos de la expulsión de los moriscos en 1609 o justificativos de la misma que fueron producidos por diversos autores de los reinos de la monarquía hispánica como Jaime Bleda, Pedro Aznar Cardona, Marcos Guadalajara y Xavier, Antonio Quintini, Blas Verdú o Juan Ripol. También se expresaron estos argumentos en obras literarias o crónicas históricas del momento como las obras de Gaspar de Aguilar, Antonio del Corral y Rojas, Gaspar Escolano, Juan Méndez de Vasconcelos, Vicente Pérez de Culla o Juan Luis de Rojas. Estas ideas están recogidas igualmente en la obra de Cervantes, El coloquio de los perros.  

## Obras
- FONSECA, Damián, Del giusto scacciamento de Moreschi da Spagna, Roma, Bartolomeo Zanneti, 1611.

- FONSECA, Damián, Justa/ Espulsión/ de los moriscos/ de España:/ Con la instrucción, Apostasía/ y traycion dellos:/ Y respuesta a las dudas que se ofrecieron/ acerca desta materia/ del M.F.Damián Fonseca/ de la Orden de Predicadores de la provin/ cia de Aragón, compañero del R.P./ Maestro del Sacro Palacio// Al illustr. y Excele, Señor Don Francisco de Castro/ Conde de Castro, y embajador/ en Roma de su Magestad Católica/, Roma, Iacomo Mascardo, 1612.

- FONSECA, Damián, Relación/ de lo que passó/ en la Expulsión/ de los moriscos del Reyno/ de Valencia/ en la qual juntamente se trata del fin que hi-/ cieron estos miserables desterrados// del M.F.Damián Fonseca/ de la Orden de Predicadores de la Provincia de Aragón, compañero del R.P./Maestro del Sacro Palacio// A la Illustr. y Excel. Señora/ Doña Lucrecia Gatinaria,/ y de Liñan, Condesa de Castro, Duquesa/ de Taurisano y Embaxatrix/ de España//, Roma, Iacomo Mascardo, 1612 (libros IV y V del anterior). Existe una Edición de la Sociedad Valenciana de Bibliófilos, 1878.